# Хоромск (Столинский район)
Хоромск (бел. Харо́мск) — деревня в Столинском районе Брестской области Беларуси. Административный центр Хоромского сельсовета.

## География
Пролегает трасса Р-88.
Ближайшие населённые пункты Городец, Лисовичи, Ольпень, Уголец и др.

### Гидрография
Рядом протекает река Горынь.

## История
С 1909 года в Хорской волости Мозырского уезда Минской губернии Российской империи.

## Население

### Численность
- 2019 год — 601 жителей

### Динамика
- 1909 год — 927 жителей, 131 дворов[2]
- 1999 год — 844 жителей (перепись населения)
- 2009 год — 737 жителей (перепись населения)[2]
- 2019 год — 601 жителей (перепись населения)

## Достопримечательность

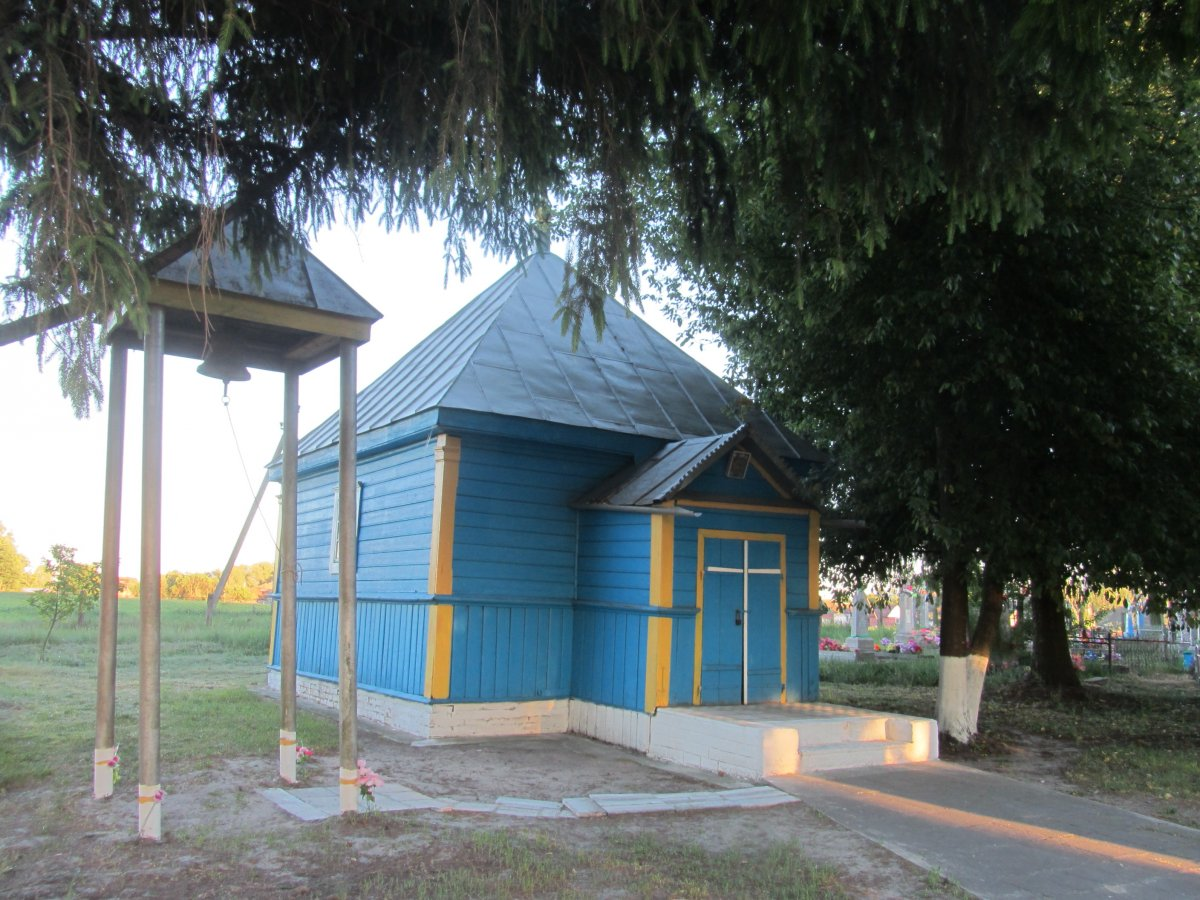
Часовня

- ЧасовняЦерковь Рождества Пресвятой Богородицы (1995)[3]
- Часовня

## Известные лица
- Дранец, Александр (Алесь) Валентинович (род. 1962) — белорусский скульптор.